# Alan Thompson (Fußballspieler, 1973)
Alan Thompson (* 22. Dezember 1973 in Newcastle) ist ein englischer ehemaliger Fußballspieler und aktueller -trainer. Seit 2010 ist er im Dienst von Celtic Glasgow.

## Spielerkarriere

### Verein
Thompson entstammt der Jugendabteilung von Newcastle United. In der Saison 1990/91 wurde er ins Profiteam aufgenommen. Dort spielte er drei Jahre lang, bis er zur Saison 1993/94 für eine Ablösesumme von umgerechnet 375.000 Euro in die zweite Liga zu den Bolton Wanderers wechselte. Nachdem er bei den Magpies zu nur wenigen Einsätzen gekommen war, entwickelte er sich bei den Wanderers hervorragend und stieg zu einem Leistungsträger auf. Am 2. April 1995 stand der Mittelfeldspieler mit Bolten im Finale des englischen Ligapokal 1994/95. Dort traf der Klub auf den FC Liverpool. Trotz eines Treffers von Thompson ging die Begegnung mit 1:2 verloren. Im gleichen Jahr belegte der Klub Rang drei in der Liga. Schließlich gelang dann über die Play-off-Runde der Aufstieg in die Premier League. Zur Saison 1995/96 schaffte es der Klub allerdings nicht die Klasse zu halten. Nach 46 Partien in der Football League und nur vier Niederlagen gelang dann der sofortige Wiederaufstieg. Mit achtzehn Punkten Vorsprung auf Platz zwei sicherte man sich diesen Erfolg souverän. Mit der neuen Saison, wurde das neue Reebok Stadium eröffnet. Am 23. September 1997, beim ersten Pflichtspiel in der neuen Heimstätte, gelang Thompson per Elfmeter beim 1:1 gegen Tottenham Hotspur der erste Treffer in dem Stadion. Auch die erneute Erstligasaison mit Bolton verlief nicht gut und zum Ende der Spielzeit stand der Klub wieder auf einem Abstiegsplatz. Entscheidend hierfür war die schlechter Tordifferenz gegenüber dem FC Everton, der die Klasse hielt. Im Sommer 1998 wechselte der Mittelfeldmotor nach fünf Jahren für umgerechnet 7.200.000 Euro zu Aston Villa. Zweimal in Folge erreicht er mit seinem neuen Klub Platz sechs. Nach zwei Jahren verließ er den Klub aus Birmingham bereits wieder, um zum schottischen Spitzenklub Celtic Glasgow zu wechseln. Die Ablösesumme betrug umgerechnet 4.400.000 Euro. Dort folgten seine erfolgreichsten Jahre. 2001, 2002, 2004, und 2006 gewann er mit den Celtics die Schottische Meisterschaft. In den Jahren 2001, 2004, 2005 und 2007 sicherte sich Thompson mit seinem Verein den Scottish FA Cup sowie 2006 den Scottish League Cup. Einzig beim Endspiel um den League Cuß 2006 stand der Mittelfeldspieler in der Startformation der Grün-Weißen und blieb ungenutzter Auswechselspieler. 2003 erreichte Thompson das Finale des UEFA-Pokals. Am 21. Mai des Jahres begegnete man dem FC Porto im Olympiastadion Sevilla. Thompson stand im Startaufgebot der Schotten. Die Partie ging mit 2:3 nach Verlängerung verloren.
In der Winterpause 2006/07 verlieh der Celtic-Vorstand Thompson bis zum Saisonende an Leeds United, der zu diesem Zeitpunkt zweitklassig war. Im Sommer 2007 wechselte er endgültig zu den Peacocks und das, obwohl der Klub als Tabellenletzter zum ersten Mal in der Vereinsgeschichte in die Football League One abstieg. Zur neuen Spielzeit machte ihn Trainer Dennis Wise zum Leeds-Kapitän. Nachdem Wise's Assistenz Gus Poyet zu Saisonbeginn den Verein verließ, rutsche Thompson in den Trainerstab und agierte fortan an als Spielertrainer, bis schließlich Dave Bassett als neuer Co von Wise vorgestellt wurde. Im Januar 2008 wurde Thompson für einen Monat an Ligakonkurrent Hartlepool United verliehen. Am Saisonende gab er dann schließlich bekannt seine aktive Profilaufbahn beenden zu wollen.

### Nationalmannschaft
Thompson wurde im Alter von 30 einmal ins Aufgebot der englischen Nationalmannschaft berufen. Zuvor absolvierte er bereits Spiele für englische Nachwuchsmannschaften. Im Spiel am 31. März 2004 gegen Schweden brachte ihn der damalige englisch Trainer Sven-Göran Eriksson in der Startelf, ehe er den Mittelfeldspieler in der 62. Minute für Jermaine Jenas auswechselte. Die Partie wurde mit 0:1 verloren.
Zur Zeit seines einzigen Länderspiels für England, war Thompson im Dienste von Celtic Glasgow. Durch seinen Einsatz gegen Schweden, wurde er der erste „Celtic-Engländer“ der eine Nationalmannschaftspartie absolviert.

## Trainerkarriere
Nach seiner aktiven Laufbahn, blieb Thompson dem Fußball erhalten. Im Sommer 2008 kehrte er zu seinem Jugendverein Newcastle United zurück und trainierte dort im Nachwuchsbereich. Verdanken hatte er diesen Angebot seinem früheren Trainer Kevin Keegan. Dort formte er Spieler wie Nile Ranger, James Tavernier und Tamás Kádár, die dann bald auch ihr Profidebüt machten. Nach Ablauf der Spielzeit 2008/09 führte Thompson das Reserve-Team von Newcastle zum Sieg im Wettbewerb um den Northumberland Senior Cup. Im Finalspiel am 12. Mai 2009 setzte sich die Mannschaft gegen das Team vom AFC Ashington mit 4:0 durch.
Nach zwei Jahren wechselte er in den Trainerstab von Neil Lennon, der im Sommer 2010 Cheftrainer bei Thompsons früheren Klub Celtic Glasgow wurde.

## Erfolge

### Als Spieler
- Gewinner der Football League mit Newcastle United: 1993
- Gewinner der Football League mit Bolton Wanderers: 1997
- Schottischer Meister mit Celtic Glasgow: 2001, 2002, 2004, 2006
- Scottish FA Cup mit Celtic Glasgow: 2001, 2004, 2005 2007
- Scottish League Cup mit Celtic Glasgow: 2001, 2006

### Als Trainer
- Northumberland Senior Cup mit Newcastle United (Reserve): 2009